# Fuchs (Familienname)
Fuchs ist ein deutscher Familienname.

## Herkunft und Bedeutung
Der Familienname Fuchs gehört zur Gruppe der Übernamen (Eigenschaftsnamen) und ist einer der häufigsten in Deutschland. Mit ihm wurde im Mittelalter eine persönliche Eigenschaft des Namensträgers beschrieben. Dies konnte sich auf die rote Haarfarbe beziehen, auf die Beschäftigung mit Füchsen (Jagd, Kleidung), aber auch auf eine besondere Schläue (schlau wie ein Fuchs). Vereinzelt ging auch ein Hausname („Zum Fuchs“) auf den Besitzer über.

## Varianten
- Fux, Fuks, Fuchß, Fuhs, Füchs
- Vuhs, Voß, Voss, Vochs, Vößgen, Vossen
- latinisiert: Fuxius, Fuchsius, Vulpius, Vulpinus, Vulpes
- englisch: Fox
- niederländisch: Vos

## Namensträger

### A
- Abraham Mosche Fuchs (1890–1974), galizischer Schriftsteller
- Achim Fuchs (* 1948), deutscher Denkmalpfleger
- Adalbert Fuchs (Abt) (geb. Franz Fuchs; 1868–1930), tschechisch-österreichischer Historiker und Geistlicher, Abt von Göttweig
- Adalbert Nikolaus Fuchs (1814–1886), österreichischer Agrarwissenschaftler
- Adelheid Fuchs-Kamp (1890–1978), deutsche Psychoanalytikerin
- Adolf Fuchs (Geistlicher) (1805–1885), deutscher Geistlicher und Auswanderer
- Adolf Fuchs (Oberamtmann) (1833–1908), deutscher Verwaltungsbeamter und Richter
- Adolf Fuchs (Sänger) (1882–nach 1937), deutscher Opernsänger (Bariton)
- Adolf Friedrich Fuchs (1753–1828), deutscher Pädagoge und evangelisch-lutherischer Geistlicher
- Ady Fuchs (Adolf Fuchs; 1908–2000), österreichischer Maler
- Alain Fuchs (1953–2024), französischer Chemiker und Wissenschaftsmanager
- Albert Fuchs (Komponist) (1858–1910), schweizerisch-deutscher Komponist, Dirigent, Musikerzieher und Musikkritiker
- Albert Fuchs (Germanist) (1889–1983), französischer Germanist und Hochschullehrer
- Albert Fuchs (Kulturhistoriker) (1905–1946), österreichischer Jurist und Kulturhistoriker
- Albert Fuchs (Mediziner) (1919–1985), österreichischer Arzt und Kunstförderer
- Albert Fuchs (Theologe) (1937–2010), österreichischer Theologe
- Albert Fuchs (Psychologe) (* 1937), deutscher Psychologe und Friedensforscher
- Albert Maria Fuchs (1876–1944), deutscher Geistlicher, Weihbischof in Trier
- Alexander Fuchs (* 1997), deutscher Fußballspieler
- Alfred Fuchs (Mediziner) (1870–1927), österreichischer Neurologe und Psychiater
- Alfred Fuchs (Richter) (1872–1927), deutscher Richter und Botaniker
- Alfred Fuchs (Maler, 1877) (1877–1954), deutscher Maler
- Alfred Fuchs (Schriftsteller) (1892–1941), tschechischer Schriftsteller und Publizist
- Alfred Fuchs (Widerstandskämpfer) (1905–1944), deutscher Widerstandskämpfer
- Alfred Fuchs (Heimatforscher) (1923–2002), deutscher Heimatforscher
- Alfred Fuchs (Maler, 1925) (1925–2003), deutsch-tschechischer Maler
- Alois Fuchs (Priester) (1794–1855), Schweizer Priester
- Alois Fuchs (Kunsthistoriker) (1877–1971), deutscher Theologe und Kunsthistoriker
- Alois Fuchs (Journalist) (1914–2008), österreichischer Journalist
- Alois Fuchs (Reiter), Schweizer Springreiter und Reittrainer
- Aloys Fuchs (1799–1853), mährisch-österreichischer Musikforscher und Musikaliensammler
- André Fuchs, bekannt als Onkel Zwieback (* 1981), deutscher Musikproduzent und Rapper
- Andrea M. Fuchs (* 1951), deutsche Germanistin
- Andreas Fuchs (General) (1641–1720), deutsch-dänischer General
- Andreas Fuchs (Rechtsanwalt) (* 1940), deutscher Jurist und Schriftsteller
- Andreas Fuchs (Politiker), deutscher Politiker (SPD)
- Andreas Fuchs (Rechtswissenschaftler) (* 1958), deutscher Rechtswissenschaftler und Hochschullehrer
- Andreas Fuchs (Altorientalist) (* 1960), deutscher Altorientalist
- Andreas Fuchs (Rennfahrer) (* 1968), deutscher Automobilrennfahrer
- Andreas Fuchs (Theologe) (* 1970), Schweizer Theologe
- Andreas Fuchs (Triathlet) (* 1975), österreichischer Triathlet
- Andreas Fuchs (Squashspieler) (* 1978), österreichischer Squashspieler
- Andreas Fuchs (Wirtschaftswissenschaftler) (* 1982), deutscher Wirtschaftswissenschaftler
- Andreas Fuchs (Fußballspieler) (* 2001), österreichischer Fußballspieler
- Andrej Fuchs (* 1966), deutsch-kasachischer Eishockeyspieler
- Anja Fuchs-Robetin (* 1996), österreichische Basketballspielerin
- Anke Fuchs (1937–2019), deutsche Politikerin (SPD)
- Anke Fuchs (Autorin) (* 1973), deutsche Slam-Poetin
- Anke Fuchs-Dreisbach (* 1977), deutsche Politikerin (CDU)
- Anna Rupertina Fuchs (1657–1722), deutsche Lyrikerin und Dramatikerin
- Anneliese Fuchs (* 1938), österreichische Psychologin
- Annika-Marie Fuchs (* 1997), deutsche Speerwerferin
- Anton von Fuchs (1849–1925), deutscher Sänger (Bariton) und Regisseur
- Anton Fuchs (Zoologe) (1878–1942), österreichischer Malakologe
- Anton Fuchs (Schriftsteller) (1920–1995), österreichischer Schriftsteller
- Anton Fuchs (Künstler) (* 1958), deutscher Maler und Bildhauer
- Argel Fuchs (* 1974), brasilianischer Fußballspieler
- Armin Fuchs (Agrarwissenschaftler) (1929–2015), deutscher Agrarwissenschaftler und Hochschullehrer
- Armin Fuchs (* 1960), deutscher Komponist und Pianist
- Arno Fuchs (1869–1945), deutscher Sonderpädagoge
- Arved Fuchs (* 1953), deutscher Abenteurer und Autor
- August Fuchs (Philologe) (1818–1847), deutscher Philologe
- August Fuchs (Lepidopterologe) (1839–1904), deutscher Insektenforscher und Schmetterlingskundler
- August Fuchs (Richter) (1857–1920), deutscher Richter
- Axel Fuchs (Politiker) (* 1967), deutscher Politiker, Bürgermeister von Jülich
- Axel Fuchs (Fußballspieler) (* 1968), deutscher Fußballspieler

### B
- Barbara Fuchs (* 1960), deutsche Politikerin (Bündnis 90/Die Grünen), MdL Bayern
- Bastian Fuchs (Rechtswissenschaftler) (* 1974), deutscher Rechtswissenschaftler
- Bastian Fuchs (Kirchenmusiker) (* 1994), deutscher Kirchenmusiker
- Beat Fuchs (* 1948), Schweizer Politiker (FDP)
- Benedikt Fuchs (* 1987), österreichischer Journalist und Fernsehmoderator
- Benjamin Fuchs (* 1983), österreichischer Fußballspieler
- Bernd Fuchs (* 1972), deutscher Fernsehmoderator
- Bernhard Fuchs (Theologe) (1814–1852), deutscher Theologe
- Bernhard Fuchs (Fußballspieler) (1922–2016), deutscher Fußballspieler
- Bernhard Fuchs (Fotograf) (* 1971), österreichischer Fotograf
- Bernhard Maria Fuchs (1959–2014), deutscher Maler
- Bernie Fuchs (1932–2009), US-amerikanischer Illustrator
- Berthold Fuchs (1867–1942), österreichischer Politiker (SDAP)
- Bianca Fuchs, eigentlicher Name von Lara (Sängerin) (* 1980), österreichische Sängerin
- Birgitta Fuchs (* 1961), deutsche Pädagogin
- Bodo Fuchs (1941–2002), deutscher Fußballspieler
- Bohuslav Fuchs (1895–1972), tschechischer Architekt
- Boris Fuchs (* 1969), deutsch-kasachischer Eishockeyspieler
- Brigitte Fuchs (* 1951), Schweizer Schriftstellerin
- Brunhilde Fuchs (* 1947), österreichische Politikerin
- Bruno Fuchs (Geologe) (1907–1962), deutscher Geologe
- Bruno Fuchs (Fußballspieler, 1950) (* 1950), deutscher Fußballspieler
- Bruno Fuchs (Politiker) (* 1959), französischer Politiker (LaREM)
- Bruno de Lara Fuchs (* 1999), brasilianischer Fußballspieler

### C
- Carl Fuchs (Politiker, 1801) (1801–1855), deutscher Jurist und Politiker, Mitglied der Frankfurter Nationalversammlung
- Carl Fuchs (Musikwissenschaftler) (Carl Dorius Johannes Fuchs; 1838–1922), deutscher Pianist und Musikschriftsteller
- Carl Fuchs (Cellist) (1865–1951), deutscher Cellist
- Carl Fuchs (Politiker, 1876) (1876–nach 1950), deutscher Politiker (LDP), MdL Sachsen-Anhalt
- Carl Johannes Fuchs (1865–1934), deutscher Nationalökonom und Hochschullehrer
- Carl Ludwig Fuchs (1945–2019), deutscher Kunsthistoriker
- Carl Wilhelm Casimir Fuchs (1837–1886), deutscher Geologe, Mineraloge und Botaniker
- Carla Fuchs (* 2004), deutsche Volleyballspielerin
- Charles Fuchs (1803–1874), deutscher Lithograf und Fotograf
- Charlie Fuchs (1912–1969), US-amerikanischer Baseballspieler
- Charlotte Fuchs (1911–2005), deutsche Schauspielerin
- Chris Fuchs (* 1983), deutscher Radiomoderator und Journalist, siehe Chris Stegmaier
- Christian Fuchs (Indologe) (* 1955), deutscher Indologe, Religionswissenschaftler und Yogalehrer
- Christian Fuchs (Musiker) (* 1965), österreichischer Musiker, Mitgründer von Bunny Lake
- Christian Fuchs (Sozialwissenschaftler) (* 1976), österreichischer Sozialwissenschaftler und Informatiker
- Christian Fuchs (Journalist) (* 1979), deutscher Journalist und Autor
- Christian Fuchs (Fußballspieler) (* 1986), österreichischer Fußballspieler
- Christian Joseph Fuchs (auch Christian Josef Fuchs; 1801–1871), deutscher Tiermediziner und Hochschullehrer
- Christian Martin Fuchs (1952–2008), österreichischer Librettist und Dramaturg
- Christina Fuchs (* 1963), deutsche Jazzmusikerin
- Christine Fuchs (Badminton) (* um 1938), deutsche Badmintonspielerin
- Christine Fuchs (Leichtathletin) (* 1940), deutsche Langstreckenläuferin
- Christine Fuchs (Schwimmerin), deutsche Schwimmerin
- Christine Arend-Fuchs (* 1960), deutsche Wirtschaftswissenschaftlerin und Hochschullehrerin
- Christine Schwarz-Fuchs (* 1974), österreichische Unternehmerin und Politikerin (ÖVP)
- Christoph Fuchs von Fuchsberg (1482–1542), österreichischer Militär und Geistlicher, Bischof von Brixen
- Christoph Fuchs (Mediziner) (* 1945), deutscher Mediziner und Kammerfunktionär
- Christoph Fuchs (Bildhauer) (* 1961), österreichischer Bildhauer und Objektkünstler
- Christoph Maurus Fuchs (1771–1848), deutscher Maler
- Claudia Fuchs (* 1979), österreichische Rechtswissenschaftlerin
- Claus Fuchs (* 1943), deutscher Schauspieler
- Clemens Maria Fuchs (* 1982), österreichischer Maler
- Conrad Heinrich Fuchs (1803–1855), deutscher Mediziner und Hochschullehrer

### D
- Dana Fuchs (* 1976), US-amerikanische Sängerin, Songwriterin und Schauspielerin
- Daniel Fuchs (Baumeister) (1851–1935), deutscher Baumeister
- Daniel Fuchs (Schriftsteller) (1909–1993), US-amerikanischer Schriftsteller und Drehbuchautor
- Daniel Fuchs (* 1966), deutscher Künstler, siehe Daniel & Geo Fuchs
- Danny Fuchs (* 1976), deutscher Fußballspieler
- David Fuchs (Schriftsteller) (* 1981), österreichischer Schriftsteller und Mediziner
- David Fuchs (Basketballspieler) (* 2003), österreichischer Basketballspieler
- Dieter Fuchs (1927–2019), deutscher Unternehmensgründer, siehe Fuchs Gruppe
- Dieter Fuchs (Politiker) (* 1933), deutscher Verwaltungsjurist und Politiker (CDU)
- Dieter Fuchs (Fußballspieler) (* 1940), deutscher Fußballspieler, -trainer, -funktionär
- Dieter Fuchs (Politikwissenschaftler) (* 1946), deutscher Politikwissenschaftler
- Dieter R. Fuchs (* 1952), deutscher Mineraloge und Schriftsteller
- Dmitry Fuchs (* 1939), russisch-US-amerikanischer Mathematiker
- Dolorita Fuchs-Gerber (* 1968), Schweizer Duathletin und Triathletin
- Doris Fuchs (* 1966), deutsche Politikwissenschaftlerin und Hochschullehrerin
- Doris Fuchs-Brause (* 1938), US-amerikanische Turnerin

### E
- Eberhard Fuchs (1944–2020), deutscher Unternehmer, siehe Rofu Kinderland
- Eberhard Fuchs (Neurobiologe) (* 1947), deutscher Neurobiologe
- Eberhard Fuchs (Pädagoge), deutscher Behindertenpädagoge und Verbandsfunktionär
- Eckhardt Fuchs (* 1961), deutscher Historiker und Erziehungswissenschaftler
- Edgar Fuchs (Schauspieler) (1905–1975), österreichischer Schauspieler
- Edgar Fuchs (1941–2022), deutscher Sportjournalist
- Edmond Fuchs (1837–1889), französischer Geologe
- Édouard Fuchs (1896–1992), französischer Politiker (UPR)
- Eduard Fuchs (Politiker) (1844–1923), deutscher Kaufmann und Politiker (Zentrum), MdR
- Eduard Fuchs (Kulturwissenschaftler) (1870–1940), deutscher Kulturwissenschaftler und Historiker
- Eduard Fuchs (Extremsportler) (* 1975), österreichischer Extremsportler
- Egon Fuchs (Sänger) (1886–1958), tschechisch-deutscher Sänger (Bass, Bariton) und Musikpädagoge
- Egon Fuchs (Generalmajor) (1892–1940), deutscher Generalmajor
- Elaine Fuchs (* 1950), US-amerikanische Biologin
- Elfriede Fuchs (* 1920), österreichische Leichtathletin
- Elias Fuchs (1790–1850), Bürgermeister und Politiker
- Elinor Fuchs (1933–2024), US-amerikanische Theaterkritikerin und -dozentin
- Élisabeth Fuchs (Pfadfinderin) (1866–1946), französische Pfadfinderin
- Elisabeth Fuchs (* 1976), österreichische Dirigentin
- Emil Fuchs (Künstler) (1866–1929), österreichischer Bildhauer, Medailleur, Grafiker und Maler
- Emil Fuchs (1874–1971), deutscher Theologe
- Enzi Fuchs (* 1937), deutsche Schauspielerin
- Erhard Fuchs († 1995), deutscher Heimatdichter
- Erich Fuchs (Maler, 1890) (1890–1983), deutscher Maler und Grafiker
- Erich Fuchs (Politiker) (1894–1945), deutscher Politiker (NSDAP), MdR
- Erich Fuchs (Sänger) (1899–nach 1960), deutscher Opernsänger (Bassist)
- Erich Fuchs (SS-Mitglied) (1902–1980), deutscher SS-Scharführer
- Erich Fuchs (Maler, 1916) (1916–1990), deutscher Maler und Grafiker
- Erich Fuchs (Mediziner) (1921–2008), deutscher Internist und Allergologe
- Erich Fuchs (Leichtathlet) (1925–2014), deutscher Leichtathlet und Sportpädagoge
- Erich Fuchs (Philosoph) (* 1945), deutscher Philosoph und Philologe
- Erika Fuchs (geb. Erika Petri; 1906–2005), deutsche Übersetzerin
- Ernst Fuchs (Mediziner, 1851) (1851–1930), österreichischer Augenarzt
- Ernst Fuchs (Jurist) (1859–1929), deutscher Rechtswissenschaftler
- Ernst Fuchs (Bildhauer) (1881–1942), Schweizer Holzbildhauer
- Ernst Fuchs (Theologe) (1903–1983), deutscher Theologe
- Ernst Fuchs (Journalist) (1904–1961), deutscher Journalist
- Ernst Fuchs (Maler) (1930–2015), österreichischer Maler
- Ernst Fuchs (Mediziner, 1935) (bekannt als Carlos Vanzetti; 1932/1933–2003), deutscher Neurochirurg
- Ernst Fuchs (Radsportler) (1936–1994), Schweizer Radsportler
- Ernst Fuchs-Schönbach (1894–1975), deutscher Kirchenmusiker und Komponist
- Ernst J. Fuchs (* 1963), österreichischer Architekt
- Erwin Fuchs (1914–2006), deutscher Politiker
- Eugen Fuchs (Jurist) (1856–1923), deutscher Rechtsanwalt
- Eugen Fuchs (Sänger) (1893–1971), deutscher Opernsänger (Bassbariton)
- Eugenie Fuchs (1873–1943), deutsche Malerin
- Eva Fuchs (1922–1982), deutsche Botanikerin und Phytopathologin
- Evelyn Fuchs (1957–2011), deutsch-österreichische Regisseurin und Schauspielerin

### F
- Fabian Fuchs (* 1961), Schweizer Radrennfahrer
- Felicitas Fuchs , Pseudonym von Carla Berling (* 1960), deutsche Autorin
- Félix Fuchs (1858–1928), belgischer Generalgouverneur von Belgisch-Kongo
- Fiona Fuchs (* 1997), deutsche Pornodarstellerin
- Florian Fuchs (* 1991), deutscher Feldhockeyspieler
- Frank Fuchs, siehe Frank Fox (1902–1965), österreichischer Kapellmeister
- Frank Fuchs (1964–2018), deutscher Buchdrucker und Genealoge
- Frank Fuchs-Kittowski (* 1970), deutscher Informatiker und Hochschullehrer
- Franz Fuchs (Politiker, 1821) (1821–1896), österreichischer Kaufmann und Politiker, Salzburger Landtagsabgeordneter
- Franz Fuchs, Geburtsname von Adalbert Fuchs (Abt) (1868–1930), tschechisch-österreichischer Historiker und Geistlicher, Abt von Göttweig
- Franz Fuchs (Fotograf) (1870–1925), österreichischer Fotograf
- Franz Fuchs (Maler) (1871–nach 1929), deutscher Maler, Grafiker und Schriftsteller
- Franz Fuchs (Politiker, 1876) (1876–1914), österreichischer Politiker, MdR
- Franz Fuchs (Museologe) (1881–1971), deutscher Physiker und Museumsmitarbeiter
- Franz Fuchs (Politiker, 1894) (1894–1981), deutscher Politiker (SPD), MdL Hessen
- Franz Fuchs (Politiker, 1912) (1912–1968), österreichischer Politiker, Oberösterreichischer Landtagsabgeordneter
- Franz Fuchs (Fußballtrainer) (1915–1990), österreichischer Fußballtrainer
- Franz Fuchs (Politiker, 1924) (1924–1995), deutscher Maler und Politiker
- Franz Fuchs (Attentäter) (1949–2000), österreichischer Terrorist
- Franz Fuchs (Historiker) (* 1953), deutscher Historiker
- Franz Fuchs (Fußballspieler) (* 1970), österreichischer Fußballspieler
- Franz Reinhold Fuchs (1858–1938), deutscher Pädagoge und Dichter
- Franz Xaver Fuchs (1868–1944), österreichischer Maler
- Franziska Fuchs (* 1945), deutsche Malerin und Grafikerin
- Friedrich Fuchs (Mediziner, 1532) (1532–1604), deutscher Arzt
- Friedrich Fuchs (Förster) (1799–1874), deutscher Förster und Kartograf
- Friedrich Fuchs (Mediziner, 1840) (1840–1911), deutscher Physiologe und Neurologe
- Friedrich Fuchs (Feuilletonist) (1865–1907), deutscher Feuilletonist, Theaterautor und Kunsthistoriker
- Friedrich Fuchs (Verwaltungsjurist) (1868–1937), deutscher Verwaltungsjurist
- Friedrich Fuchs (Politiker, 1868) (1868–1948), deutscher Politiker, MdL Bayern
- Friedrich Fuchs (Politiker, 1875) (1875–1942), saarländischer Politiker (LVP)
- Friedrich Fuchs (Ingenieur), deutscher Eisenbahningenieur
- Friedrich Fuchs (Redakteur) (1890–1948), deutscher Redakteur und Privatgelehrter
- Friedrich Fuchs (Politiker, 1926) (1926–2007), österreichischer Politiker (ÖVP)
- Friedrich Fuchs (Kunsthistoriker) (1952–2016), deutscher Kunsthistoriker, Bauforscher und Restaurator
- Fritz Fuchs (Anwalt) (1881–1972), deutscher Rechtsanwalt und Politiker (CDU)
- Fritz Fuchs (Politiker, 1894) (1894–1977), deutscher Politiker (NSDAP)
- Fritz Fuchs (Journalist) (1912–1988), österreichischer Journalist
- Fritz Fuchs (Fußballspieler) (* 1943), deutscher Fußballspieler und -trainer

### G
- Gaby Fuchs (* 1950), österreichische Schauspielerin
- Geo Fuchs (* 1969), deutsche Künstlerin, siehe Daniel & Geo Fuchs
- Georg Fuchs (Geistlicher), Geistlicher und Hochschullehrer
- Georg Fuchs (General) (1856–1939), deutscher General
- Georg Fuchs (Schriftsteller) (Johann Georg Peter Fuchs; 1868–1949), deutscher Schriftsteller und Dramatiker
- Georg Fuchs (Mediziner) (1908–1986), österreichischer Röntgenologe, Hochschullehrer und Widerstandskämpfer
- Georg Fuchs (Biologe) (* 1945), deutscher Mikrobiologe, Biochemiker und Hochschullehrer
- Georg Fuchs (Politiker), österreichischer Politiker (ÖVP), Wiener Landtagsabgeordneter
- Georg Fuchs-Wissemann (* 1949), deutscher Jurist und Richter
- Georg Friedrich Fuchs (1752–1821), deutscher Komponist und Dirigent
- Georg Friedrich Christian Fuchs (1760–1813), deutscher Mediziner und Hochschullehrer
- Gerd Fuchs (1932–2016), deutscher Schriftsteller
- Gerhard Fuchs (Kommunist) (1899–1995), deutscher Kommunist und Widerstandskämpfer
- Gerhard Fuchs, Geburtsname von Carl Duering (1923–2018), deutsch-britischer Schauspieler
- Gerhard Fuchs (Historiker) (1928–2023), deutscher Historiker
- Gerhard Fuchs (Journalist) (1929–2019), deutscher Parteifunktionär (SED), Journalist und Hochschullehrer
- Gerhard Fuchs (Geograph) (1939–2021), deutscher Geographiedidaktiker
- Gerhard Fuchs (Beamter) (* um 1943), deutscher politischer Beamter
- Gerhard Fuchs (Redakteur) (* 1947), deutscher Fernsehredakteur
- Gerhard Fuchs (Koch) (* 1971), österreichischer Koch
- Gerold Fuchs (1939–2021), deutscher Politiker, MdBB
- Gilbert Fuchs (1871–1952), österreichisch-deutscher Forstwissenschaftler, Zoologe und Entomologe
- Gisela Fuchs (* 1928), deutsche Managerin und Politikerin (SED), MdV
- Gitti Fuchs, deutsche Kostümbildnerin
- Gottfried Fuchs (Geistlicher, 1650) (1650–1714), deutscher Geistlicher und Dichter
- Gottfried Fuchs (1889–1972), deutscher Fußballspieler
- Gottfried Fuchs (Geistlicher, 1892) (1892–1945), österreichischer Geistlicher und Märtyrer
- Gotthard Fuchs (* 1938), deutscher Theologe
- Gottlieb Fuchs (1720/1721–1799), deutscher Pfarrer und Lyriker
- Gregor II. Fuchs (1667–1755), deutscher Benediktiner, Abt von Obertheres
- Gregor Fuchs (1821–1878), österreichischer Geistlicher, Historiker und Gymnasiallehrer und -direktor
- Gretli Fuchs (1917–1995), deutsche Malerin und Grafikerin
- Guido Fuchs (* 1953), deutscher Liturgiewissenschaftler und Publizist
- Günter Fuchs (1907–1984), deutscher Ingenieur und Unternehmer, siehe Erika Fuchs #Ehe
- Günter Fuchs (Archäologe) (1924–1964), deutscher Klassischer Archäologe
- Günter Fuchs (Ministerialbeamter), deutscher Medienmanager und Ministerialbeamter
- Günter Fuchs (Diplomat), deutscher Diplomat
- Günter Fuchs (Geologe) (Günter Josef  Fuchs; 1935–1989), deutscher Geologe und Hochschullehrer
- Günter Fuchs (Verbandsfunktionär) (* 1941), deutscher Lehrer und Verbandsfunktionär
- Günter Fuchs (Parteifunktionär), deutscher Kraftwerker und Parteifunktionär (SED)
- Günter Bruno Fuchs (1928–1977), deutscher Schriftsteller und Grafiker
- Günther Fuchs (Historiker) (* 1939), deutscher Historiker, Hochschullehrer und Politiker (SED)
- Günther Fuchs (Fußballspieler, 1940) (* 1940), deutscher Fußballspieler
- Günther Fuchs (Fußballspieler, 1947) (* 1947), deutscher Fußballspieler
- Gustav Fuchs (Verleger) (1857–1929), deutscher Zeitungsverleger
- Gustav Fuchs (Politiker) (1900–1969), deutscher Politiker (CSU)

### H
- Hanna Fuchs (Schriftstellerin) (1907–1991), tschechoslowakisch-australische Schriftstellerin
- Hanna Fuchs-Robettin (1894–1964), tschechoslowakisch-US-amerikanische Muse von Alban Berg
- Hannes Fuchs (* 1972), österreichischer Badmintonspieler
- Hanns Fuchs (1881–nach 1909), deutscher Schriftsteller
- Hans Fuchs (Maler, um 1380) (um 1380–um 1450), Schweizer Maler
- Hans Fuchs (Bildhauer) (1517–1562), deutscher Bildhauer
- Hans Fuchs (Maler, 1860) (1860–1937), österreichischer Maler
- Hans Fuchs (Mediziner) (1873–1942), deutscher Gynäkologe
- Hans Fuchs (1877–1938), deutscher Offizier, Polizist und SA-Führer, siehe Johann Baptist Fuchs (Offizier)
- Hans Fuchs (Sportfunktionär) (1890–1986), österreichischer Turnfunktionär
- Hans Fuchs (Verleger) (1892–1945), deutscher Zeitungsverleger
- Hans Fuchs (Politiker, 1894) (1894–1954), deutscher Politiker (KPD/SED)
- Hans Fuchs (1909–nach 1980), deutscher Journalist und Herausgeber, siehe Fuchsbriefe
- Hans Fuchs (Politiker, 1911) (1911–1996), Schweizer Politiker (KVP)
- Hans Fuchs (Schauspieler) (1920–2011), Schauspieler und Sprecher
- Hans Fuchs (Maler, 1942) (* 1942), deutscher Maler und Grafiker
- Hans Fuchs, Pseudonym von Jacques Palminger (* 1964), deutscher Schauspieler und Musiker
- Hans Friedrich Fuchs (1596–1641), deutscher Gutsbesitzer und Politiker
- Hans Georg Fuchs (1932–2020), österreichischer Politiker und Industrieller
- Hans J. Fuchs  (Hans Jacobus Fuchs; 1897–nach 1935), deutscher Biochemiker
- Hans Joachim Fuchs (1903–1992), deutscher Unternehmer
- Hans-Joachim Fuchs (1944–2008), deutscher Koch
- Hans-Jürgen Fuchs (1941–2010), deutscher Romanist, Lektor und Herausgeber
- Hans Maria Fuchs (1874–1933), österreichischer Arzt und Heimatforscher
- Hans Peter Fuchs (Hans Peter Fuchs-Eckert; 1928–1999), Schweizer Botaniker
- Hans-Werner Fuchs (* 1960), deutscher Erziehungswissenschaftler
- Harald Fuchs (Altphilologe) (1900–1985), deutscher Altphilologe
- Harald Fuchs (Physiker) (* 1951), deutscher Physiker
- Harald Fuchs (Künstler) (* 1954), deutscher Künstler
- Harry Fuchs (Cellist) (1908–1986), US-amerikanischer Cellist
- Harry Fuchs (Verwaltungswissenschaftler) (* 1945), deutscher Rehabilitations- und Verwaltungswissenschaftler
- Hartmut Fuchs (* 1952), deutscher Architekt und Hochschullehrer
- Hartung Fuchs von Dornheim († 1512), deutscher Adeliger, Hofbeamter und Diplomat
- Hauke Lange-Fuchs (1934–2019), deutscher Rechtsanwalt und Autor
- Hedwig Fuchs (1864–1944), deutsche Gewerkschafterin und Politikerin (Zentrum)
- Heinrich Fuchs (Geistlicher) (1624–1689), Schweizer Geistlicher, Generalvikar von Lausanne
- Heinrich Fuchs (Fabrikant, 1820) (Heinrich Fuchs der Ältere; 1820–1884), deutscher Waggonfabrikant, siehe Waggonfabrik Fuchs
- Heinrich Fuchs (Fabrikant, 1883) (1883–1970), deutscher Fabrikant
- Heinrich Fuchs (Schauspieler) (1896–1961), österreichischer Schauspieler, Dramaturg und Regisseur
- Heinrich Fuchs (Kunsthistoriker) (1923–2000), österreichischer Kunsthistoriker, Lexikograf und Kunsthändler
- Heinrich Fuchs (Politiker) (1924–1990), deutscher Politiker (CDU)
- Heinrich Fuchs (Badminton) (* 1946), deutscher Badmintonspieler
- Heinz Fuchs (Maler) (1886–1961), deutscher Maler
- Heinz Fuchs (Beamter) (1908–1991), deutscher Ingenieur und Ministerialdirigent
- Heinz Fuchs (Kunsthistoriker) (1917–2001), deutscher Kunsthistoriker
- Heinz Fuchs (Unternehmer) (1934–2012), deutscher Rennwagenkonstrukteur und Unternehmer
- Heinz Fuchs (Schachspieler) (* 1963), deutscher Schachspieler
- Heinz S. Fuchs (1917–2008), deutscher Generalstabsarzt
- Hellmut Fuchs (1913–2002), deutscher Maler, Fotograf und Restaurator
- Helmut Fuchs (Jurist, 1920) (1920–2002), deutscher Jurist und Richter
- Helmut Fuchs (Kartograf) (1922–2005), deutscher Kartograf
- Helmut Fuchs (Jurist, 1949) (* 1949), österreichischer Jurist, Rechtswissenschaftler und Hochschullehrer
- Helmut Fuchs (Trompeter) (* 1984), österreichischer Trompeter
- Henri Fuchs (* 1970), deutscher Fußballspieler
- Henry Fuchs (* 1948), US-amerikanischer Informatiker
- Herbert Fuchs (Politiker) (1898–1994), deutscher Politiker (CDU), MdL Schleswig-Holstein
- Herbert Fuchs (Regisseur) (1926–2006), österreichischer Regisseur
- Hermann Fuchs (Bildhauer) (1871–?), deutscher Bildhauer, Spezialist für Pferdeskulpturen
- Hermann Fuchs (1896–1970), deutscher Bibliothekar
- Hermann Fuchs (Unternehmer) (?–1987), deutscher Bauunternehmer
- Herta Fuchs (1908–??), deutsche Gerechte unter den Völkern, siehe Kurt und Herta Fuchs
- Hilmar Fuchs (* 1940), deutscher Textilingenieur
- Holger Fuchs (* 1957), deutscher Schauspieler
- Horst Fuchs (Musikproduzent) (1929–2010), deutscher Musikproduzent
- Horst Fuchs (1946–2023), deutscher Teleshopping-Verkäufer
- Hubert Fuchs (* 1969), österreichischer Politiker (FPÖ)
- Hugo Fuchs (Mediziner) (1875–1954), deutscher Anatom und Hochschullehrer
- Hugo Fuchs (Skispringer), deutscher Skispringer
- Hugo Chanoch Fuchs (1878–1949), deutscher Rabbiner und Historiker

### I
- Ildephons Fuchs (1765–1823), Schweizer römisch-katholischer Geistlicher und Historiker
- Ingrid Fuchs (* 1954), österreichische Musikwissenschaftlerin
- Irene Fuchs (1905–1951), deutsche Juristin und Holocaustüberlebende

### J
- Jacob Fuchs (1798–1848), preußischer Landrat
- Jakob Fuchs (Politiker) (1891–1969), deutscher Bildhauer und Politiker (CVP), MdL Saarland
- Jakob Fuchs (1911–1944), österreichischer Widerstandskämpfer
- Jason Fuchs (Schauspieler) (* 1986), US-amerikanischer Schauspieler, Drehbuchautor und Filmproduzent
- Jason Fuchs (Eishockeyspieler) (* 1995), Schweizer Eishockeyspieler
- Jeando Fuchs (* 1997), kamerunischer Fußballspieler
- Jenő Fuchs (auch Eugen Fuchs; 1882–1955), ungarischer Jurist und Fechter
- Jérôme Fuchs (* 1970), deutscher Polizeibeamter
- Jim Fuchs (1927–2010), US-amerikanischer Kugelstoßer
- Jiří Fuchs (* 1987), tschechischer Grasskiläufer
- Joachim Fuchs-Charrier (* 1954), deutscher Schlagzeuger
- Jockel Fuchs (1919–2002), deutscher Politiker (SPD)
- Johann Fuchs (Geistlicher, 1574) (1574–1631), deutscher Geistlicher, Landkomtur der Ballei Hessen
- Johann Fuchs (Baumeister) (auch Janez Nepomuk Fuchs; 1727–1804), österreichischer Kirchenbaumeister
- Johann Fuchs (Politiker, 1837) (1837–1916), schlesischer Politiker, Mitglied des Österreichischen Abgeordnetenhauses
- Johann Fuchs (Missionar) (1880–1934), Schweizer Missionar und Märtyrer
- Johann Fuchs (Politiker, 1912) (1912–1991), deutscher Politiker (NPD), MdL Bayern
- Johann Fuchs (Jurist) (* 1946), deutscher Jurist und Richter
- Johann Adam Fuchs (1795–1883), deutscher Politiker, Bürgermeister von Darmstadt
- Johann Baptist Fuchs (Pfarrer) (1799–1867), deutscher Geistlicher und Politiker, MdL Bayern
- Johann Baptist Fuchs (Offizier) (Hans Fuchs; 1877–1938), deutscher Offizier, Polizist und SA-Führer
- Johann Christian Leopold Fuchs (auch Ivan Ivanovič Fuks; 1783–1853), deutscher Musiker, Komponist und Verleger
- Johann Friedrich Fuchs (Theologe) (1739–1823), deutscher Theologe, Bibliothekar und Hochschullehrer
- Johann Friedrich Fuchs (Mediziner) (1774–1828), deutscher Mediziner, Anatom und Hochschullehrer
- Johann Georg II. Fuchs von Dornheim (1586–1633), deutscher Hexenverfolger und Fürstbischof von Bamberg
- Johann Georg Fuchs (Jurist) (1614–1674), deutscher Jurist, Ratsherr in Regensburg und Autor
- Johann Georg Fuchs (Lehrer) (1635–1713), deutscher Lehrer
- Johann Georg Fuchs (Politiker) (1769–1844), deutscher Politiker, MdL Baden
- Johann Georg Peter Fuchs (1868–1949), deutscher Schriftsteller, Musikkritiker und Theaterintendant, siehe Georg Fuchs (Schriftsteller)
- Johann Gregor Fuchs (1650–1715), deutscher Architekt und Baumeister
- Johann Heinrich von Fuchs (1664–1727), deutscher Jurist
- Johann Heinrich Fuchs († 1802), deutscher Pastor in Russland
- Johann Ignaz Fuchs (1821–1893), deutscher Mechaniker und Uhrmacher
- Johann Jakob Peter Fuchs (1782–1857), deutscher Verwaltungsbeamter
- Johann Nepomuk Fuchs (Komponist, 1766) (1766–1839), österreichischer Komponist
- Johann Nepomuk von Fuchs (1774–1856), deutscher Chemiker und Mineraloge
- Johann Nepomuk Fuchs (Komponist, 1842) (1842–1899), österreichischer Komponist und Kapellmeister
- Johann Philipp Fuchs von Dornheim (1646–1727), deutscher Geistlicher, Dompropst in Würzburg
- Johann Samuel Fuchs (1770–1817), Geistlicher, Lehrer und Schriftsteller
- Johannes Fuchs (Politiker, 1845) (1845–1905), deutscher Politiker, MdL Oldenburg
- Johannes Fuchs (Politiker, 1874) (1874–1956), deutscher Jurist und Politiker (Zentrum)
- Johannes Fuchs (Musiker) (1903–1999), Schweizer Musiker, Musikpädagoge und Chorleiter
- Johannes Fuchs (Politiker, 1950) (* 1950), deutscher Landrat und Politiker (FDP)
- Johannes Georg Fuchs (1925–1990), Schweizer Rechtswissenschaftler
- Josef Fuchs (Maler) (1806–1880), deutscher Maler
- Josef Fuchs (1821–1878), österreichischer Geistlicher, Historiker und Gymnasiallehrer und -direktor; Geburtsname von Gregor Fuchs
- Josef Fuchs (Architekt) (1894–1979), tschechischer Architekt
- Josef Fuchs (Politiker) (1898–1979), österreichischer Politiker (SPÖ)
- Josef Fuchs (Astronom) (1904–1989), österreichischer Astronom, Geophysiker und Amateurfunk-Pionier
- Josef Fuchs (Manager) (1905–nach 1981), deutscher Wirtschaftsmanager
- Josef Fuchs (Theologe) (1912–2005), deutscher Theologe und Hochschullehrer
- Josef Fuchs (Archivar) (1925–2012), deutscher Archivar und Heimatforscher
- Josef Fuchs (Radsportler) (* 1948), Schweizer Radsportler
- Josef Friedrich Fuchs (1907–1960), österreichischer Schriftsteller, Verlagsgründer und Regisseur
- Joseph Fuchs (Historiker) (1732–1782), deutscher Ordensgeistlicher und Historiker
- Joseph Fuchs (Musiker) (1899–1997), US-amerikanischer Geiger und Musikpädagoge
- Judith Fuchs (* 1990), deutsche Schachspielerin
- Julian Fuchs (* 2001), deutscher Handballspieler
- Julie Fuchs (* 1984), französische Sängerin (Sopran)
- Julius Fuchs (Dirigent) (1836–1920), deutscher Dirigent, Organist und Musikpädagoge
- Julius Fuchs (Lyriker) (1875–1955), deutscher Fabrikant und Lyriker
- Jürgen Fuchs (Grenzopfer) (1947–1977), deutsches Opfer an der innerdeutschen Grenze
- Jürgen Fuchs (Schriftsteller) (1950–1999), deutscher Schriftsteller und Bürgerrechtler
- Jürgen Fuchs (Physiker) (* 1957), deutscher Physiker
- Jürgen Fuchs (Rennfahrer) (* 1965), deutscher Motorradrennfahrer

### K
- Karel Fuchs (1889–1941), böhmisch-tschechoslowakischer Tennis- und Eishockeyspieler sowie Unternehmer, siehe Karel Robětín
- Karl Fuchs (Mediziner) (1776–1846), deutsch-russischer Arzt, Botaniker und Ethnologe
- Karl von Fuchs (1791–1874), deutscher Generalleutnant
- Karl Fuchs (Jurist) (1821–1884), deutscher Jurist und Hochschullehrer
- Karl Fuchs (Theologe) (1827–1903), deutscher evangelischer Theologie und Generalsuperintendent
- Karl Fuchs (Maler, 1836) (1836–1886), deutsch-schweizerischer Maler
- Karl Fuchs (Musikwissenschaftler) (auch Carl Fuchs, 1838–1922), deutscher Musikwissenschaftler, Pianist und Organist
- Karl Fuchs (Mathematiker) (auch Karol Henrich Fuchs; 1851–1916), slowakischer Mathematiker und Physiker
- Karl Fuchs (Maler, 1872) (1872–1968), deutscher Maler
- Karl Fuchs (Politiker, 1876) (1876–nach 1922), Abgeordneter der deutschen Minderheit im Schlesischen Parlament
- Karl Fuchs (Senator) (1876–nach 1943), Weingroßhändler und Senator in Danzig (Zentrum)
- Karl Fuchs (Politiker, 1881) (1881–1972), deutscher Politiker (CSU), Oberbürgermeister von Bad Kissingen
- Karl Fuchs (Politiker, 1920) (1920–1989), deutscher Politiker (CSU), MdB
- Karl Fuchs (Geophysiker) (1932–2021), deutscher Seismologe und Geophysiker
- Karl-Albert Fuchs (1920–2015), deutscher Architekt, Rektor der HAB Weimar
- Karl August Ferdinand Fuchs (1797–1832), deutscher Pfarrer und Schriftsteller
- Karl-Friedrich Fuchs (1921–1998), deutscher Journalist und Parteifunktionär (DDR-CDU)
- Karl-Heinz Fuchs (Schauspieler), deutscher Schauspieler
- Karl-Heinz Fuchs (Admiral) (1915–1990), deutscher Flottillenadmiral
- Karl-Heinz Fuchs (Autor) (1922–2008), deutscher Autor und Heimatkundler
- Karl-Heinz Fuchs (Fußballspieler) (* 1937), deutscher Fußballspieler
- Karl-Josef Fuchs (* 1960), deutscher Koch
- Karoline von Fuchs-Mollard (1675–1754), österreichische Erzieherin
- Katharina Fuchs (* 1963), deutsche Juristin und Schriftstellerin, siehe Katharina Sulzbach
- Katharina Fuchs (Politikerin), österreichische Politikerin (NEOS)
- Katrin Fuchs (geborene Schrödter; * 1938), deutsche Politikerin (SPD)
- Kirsten Fuchs (* 1977), deutsche Schriftstellerin
- Kirsten Fuchs-Rechlin (* 1966), deutsche Erziehungswissenschaftlerin und Hochschullehrerin
- Klaus Fuchs (1911–1988), deutscher Physiker und Atomspion
- Klaus Fuchs (Sportfunktionär) (* 1950/1951), deutscher Sportfunktionär
- Klaus Fuchs (Historiker) (* 1966), deutscher Neuzeithistoriker
- Klaus Fuchs-Kittowski (* 1934), deutscher Informatiker und Wissenschaftsphilosoph
- Knut Fuchs (* 1973), deutscher Hundesportler
- Konrad Fuchs (Historiker) (1928–2015), deutscher Historiker
- Konrad Fuchs (Ökonom) (* 1938), österreichischer Ökonom und Finanzmanager
- Kristina Fuchs (* 1970), Schweizer Jazzsängerin und Komponistin
- Kseniya Fuchs (* 1988), ukrainische Autorin, Journalistin
- Kurt Fuchs (Künstler) (1905–1960), deutscher Maler, Zeichner und Grafiker
- Kurt Fuchs (1908–1945), deutscher Gerechter unter den Völkern, siehe Kurt und Herta Fuchs
- Kurt Fuchs (Soldat) (1919–1945), österreichischer Wehrmachtsdeserteur
- Kurt Fuchs (Holocaust-Überlebender) (* 1925), österreichischer Überlebender des Holocaust

### L
- Lainie Fuchs (* 2004), österreichische Fußballspielerin
- Lara Bianca Fuchs (* 1980), österreichische Sängerin
- Larissa Fuchs (* 1983), deutsch-russische Schauspielerin
- Lars Fuchs (* 1982), deutscher Fußballspieler
- László Fuchs (* 1924), ungarisch-US-amerikanischer Mathematiker
- Lazarus Fuchs (1833–1902), deutscher Mathematiker
- Lennart Fuchs (* 1999), deutscher Volleyballspieler
- Leo Fuchs (1911–1994), polnisch-US-amerikanischer Schauspieler
- Leonard Fuchs (* 2000), deutscher Schauspieler
- Leonhart Fuchs (1501–1566), deutscher Mediziner und Botaniker
- Leopold Fuchs (Architekt) (1868–1920), österreichischer Architekt und Baumeister
- Leopold Fuchs (Grafiker), deutscher Grafiker und Buchkünstler
- Leopold Fuchs (Filmemacher) (* 1983), österreichischer Filmemacher
- Lillian Fuchs (1902–1995), US-amerikanische Bratschistin, Musikpädagogin und Komponistin
- Limpe Fuchs (* 1941), deutsche Komponistin und Klangkünstlerin
- Lothar Fuchs (* 1941), deutscher Eishockeyspieler
- Ludwig Fuchs (Politiker, 1808) (1808–1861), deutscher Notar und Politiker, MdL Reuß jüngere Linie
- Ludwig Fuchs (Mediziner) (1834–1920), deutscher Arzt
- Ludwig Fuchs (Politiker, II), deutscher Politiker (DNVP), MdL Preußen
- Ludwig Fuchs (Pfarrer) (1887–1971), deutscher Pfarrer
- Ludwig Fuchs (Bildhauer) (1888–um 1955), deutscher Bildhauer
- Ludwig Fuchs (Leichtathlet), deutscher Weitspringer
- Ludwig Fuchs (Jurist), deutscher Jurist und Richter
- Ludwig Fuchs von Bimbach und Dornheim (1833–1900), deutscher Verwaltungsbeamter
- Luis Fuchs (* 1944), österreichischer Politiker (ÖVP)
- Lukas Alfred Fuchs (* 1991), österreichischer Regisseur und Kameramann

### M
- Mäddel Fuchs (* 1951), Schweizer Fotograf
- Manfred Fuchs (Fußballspieler, 1924) (1924–2000), deutscher Fußballspieler
- Manfred Fuchs (Raumfahrtingenieur) (1938–2014), deutscher Raumfahrtingenieur und -unternehmer
- Manfred Fuchs (Fußballspieler, 1938) (* 1938), deutscher Fußballtorwart
- Manfred Fuchs (Unternehmer) (* 1939), deutscher Unternehmer
- Manfred Fuchs (Ökonom), österreichischer Ökonom und Politikwissenschaftler
- Manfred Fuchs (Schauspieler) (* 1976), österreichischer Schauspieler
- Marco Fuchs (* 1962), deutscher Raumfahrtunternehmer
- Marcus Fuchs († 1573), deutscher Politiker, Bürgermeister von Dresden
- Margarita Fuchs (* 1951), österreichische Schriftstellerin
- Maria Fuchs (* 1974/75), deutsche Schauspielerin
- Maria Hampel-Fuchs (* 1940), österreichische Politikerin (ÖVP)
- Marion Wüchner-Fuchs, deutsche Sozialpädagogin und Hochschullehrerin
- Marianne Fuchs (Therapeutin) (1908–2010), deutsche Therapeutin
- Marianne Fuchs (Tanzpädagogin) (* 1935), Schweizer Tänzerin und Tanzpädagogin
- Mario Fuchs (Snowboarder) (* 1976), österreichischer Snowboarder
- Mario Fuchs (Fußballspieler) (* 1976), österreichischer Fußballspieler
- Mario Fuchs (Schauspieler) (* 1985), Schweizer Schauspieler
- Marko J. Fuchs, deutscher Philosoph, Mediävist und Hochschullehrer
- Markus Fuchs (Reiter) (* 1955), Schweizer Springreiter
- Markus Fuchs (Politiker) (* 1968), deutscher Politiker (AfD), MdL Hessen
- Markus Fuchs (Fußballspieler) (* 1980), deutscher Fußballspieler
- Markus Fuchs (Leichtathlet, I), deutscher Leichtathlet
- Markus Fuchs (Handballspieler) (* 1991), deutscher Handballspieler
- Markus Fuchs (Leichtathlet, 1995) (* 1995), österreichischer Leichtathlet
- Marlene Fuchs (* 1942), deutsche Leichtathletin
- Marlene Fuchs-Kittowski (* 1936), deutsche Psychologin
- Marta Fuchs (1898–1974), deutsche Sängerin (Sopran)
- Martha Fuchs (1892–1966), deutsche Politikerin (SPD)
- Martin Fuchs (Diplomat) (1903–1969), österreichischer Diplomat und Widerstandskämpfer
- Martin Fuchs (Politiker) (1903–1982), deutscher Politiker (CDU), MdL Sachsen-Anhalt
- Martin Fuchs (Anthropologe) (* 1950), deutscher Soziologe, Anthropologe und Hochschullehrer
- Martin Fuchs (Reiter) (* 1992), Schweizer Springreiter
- Martina Fuchs (* 1962), deutsche Geographin und Hochschullehrerin
- Mathias Fuchs (* 1956), österreichischer Künstler und Medientheoretiker
- Matthäus Fuchs (1830–1915), deutscher Verwaltungsbeamter
- Matthias von Fuchs (1737–1799), Hessen-kasselscher Generalmajor
- Matthias Fuchs (1939–2001), deutscher Schauspieler
- Matthias Fuchs (Richter) (1961/1962–2016), deutscher Richter
- Matthias Fuchs (Physiker) (* 1964), deutscher Physiker und Hochschullehrer
- Matthias Ägidius Fuchs, deutscher Kriegskommissär
- Max Fuchs (Volkswirt) (1861–1937), deutscher Chefökonom (Deutsche Bank)
- Max Fuchs (Historiker) (Maximilien Fuchs; 1876–1949), französischer Theaterhistoriker
- Max Fuchs (* 1948), deutscher Kulturwissenschaftler und Hochschullehrer
- Maximilian Fuchs (Philologe) (auch Max Fuchs; 1863–1942), deutscher Philologe
- Maximilian Fuchs (Rechtswissenschaftler) (* um 1950), deutscher Rechtswissenschaftler und Hochschullehrer
- Maximilian Heinrich Fuchs (um 1767–1846), deutscher Maler, Architekturzeichner und Restaurator
- Mechtild Fuchs (1949–2021), deutsche Musikwissenschaftlerin, Musikpädagogin und Hochschullehrerin
- Michael Fuchs (Politiker, Februar 1949) (1949–2022), deutscher Politiker (CDU), MdB
- Michael Fuchs (Politiker, September 1949) (* 1949), deutscher Politiker (CDU), MdHB
- Michael Fuchs (Eiskunstläufer), deutscher Eistänzer
- Michael Fuchs (Maler) (* 1952), österreichischer Maler, Grafiker, Architekt und Dichter
- Michael Fuchs (Philosoph) (* 1962), deutscher Philosoph und Hochschullehrer
- Michael Fuchs (Priester) (* 1964), deutscher Geistlicher, Generalvikar von Regensburg
- Michael Fuchs, Pseudonym von Thomas Wolff (Verleger) (* 1967), deutscher Autor, Komponist und Verleger
- Michael Fuchs (Mediziner) (* 1968), deutscher HNO-Arzt und Hochschullehrer
- Michael Fuchs (Torwarttrainer) (* 1970), deutscher Torwarttrainer
- Michael Fuchs (Fußballtrainer) (1972–2011), österreichischer Fußballtrainer
- Michael Fuchs (Badminton) (* 1982), deutscher Badmintonspieler
- Michael Fuchs-Gamböck (* 1965), deutscher Redakteur und Autor
- Michaela Fuchs (Archäologin) (* 1949), deutsche Klassische Archäologin
- Michaela Fuchs (Radsportlerin) (1969–2018), deutsche Paracyclerin
- Monika Fuchs (Unternehmerin) (* 1938), deutsche Schriftstellerin, Köchin und Unternehmerin
- Monika Fuchs (Leichtathletin) (* 1958), deutsche Speerwerferin
- Monika Krause-Fuchs (1941–2019), deutsch-kubanische Sexualwissenschaftlerin und Hochschullehrerin
- Monika E. Fuchs (Monika Eva Fuchs; * 1973), deutsche Theologin, Religionspädagogin und Hochschullehrerin
- Moritz Fuchs (1810–1886), deutscher Landrat und Abgeordneter

### N
- Neven Fuchs (* 1947), norwegischer Architekt
- Nicola Fuchs-Schündeln (* 1972), deutsche Wirtschaftswissenschaftlerin
- Nicolás Fuchs (* 1982), peruanischer Rallyefahrer
- Nikolai Fuchs (Agrarwissenschaftler) (* 1963), Agrarwissenschaftler
- Nikolai Albertowitsch Fuchs (1895–1982), russischer Physikochemiker, Mitbegründer der Aerosolwissenschaft
- Norbert Fuchs (1935–2020), deutscher Fußballschiedsrichter
- Norbert Klaus Fuchs (* 1941), deutscher Autor, Herausgeber und Verleger

### O
- Oliver Fuchs (* 1968), Schweizer Fernsehproduzent
- Olivia Fuchs, britisch-deutsche Opernregisseurin
- Oskar Fuchs (1866–1927), deutscher Schauspieler
- Oswald Fuchs (Politiker) (1892–1975), deutscher Politiker (NSDAP)
- Oswald Fuchs (Schauspieler) (1933–2015), österreichischer Schauspieler und Regisseur
- Ottmar Fuchs (Berghauptmann) (1862–1941), deutscher Reichskommissar für die Kohlenverwaltung, Berghauptmann in Bonn
- Ottmar Fuchs (* 1945), deutscher Theologe
- Otto Fuchs (Dichter), deutscher Dichter
- Otto Fuchs (Schriftsteller) (Otto Fuchs-Talab; 1852–1930), tschechisch-österreichischer Journalist und Schriftsteller
- Otto Fuchs (Fußballspieler) (1893–1968), österreichischer Fußballspieler
- Otto Fuchs (Luftfahrtpionier) (1897–1987), deutscher Luftfahrtmanager und Maler
- Otto Fuchs (Maler, 1911) (Akt-Fuchs; 1911–2000), deutscher Maler
- Otto Hartmut Fuchs (1919–1987), deutscher Theologe und Publizist

### P
- Patrice Fuchs (* 1973), österreichische Journalistin und Autorin
- Patrick Fuchs (* 1978), deutscher Musiker, Sänger und Multiinstrumentalist
- Patrick J. Fuchs (* 1988), US-amerikanischer Verkehrsmanager
- Paul von Fuchs (1640–1704), deutscher Rechtswissenschaftler und Politiker
- Paul Fuchs (Bildhauer) (* 1936), deutscher Bildhauer und Klangkünstler
- Paul Fuchs (Ruderer) (* 1952), US-amerikanischer Schiffbauingenieur, Segler, Ruderer und Rudertrainer
- Paula Fuchs (1922–2013), deutsche Politikerin (CDU)
- Peter Fuchs (Bildhauer) (1829–1898), deutscher Bildhauer
- Peter Fuchs (Journalist) (1921–2003), deutscher Journalist
- Peter Fuchs (Historiker) (1925–2017), Historiker
- Peter Fuchs (Musikpädagoge) (* 1925), deutscher Musikpädagoge
- Peter Fuchs (Ethnologe) (1928–2020), österreichischer Ethnologe
- Peter Fuchs (Musiker) (* 1933), Schweizer Oboist
- Peter Fuchs (Fotograf) (* 1941), deutscher Fotograf
- Peter Fuchs (Fußballspieler, 1948) (* 1948), deutscher Fußballspieler (Essen)
- Peter Fuchs (Soziologe) (* 1949), deutscher Soziologe
- Peter Fuchs, Künstlername Fuchsi (1950–2000), deutscher Karikaturist und Comiczeichner
- Peter Fuchs (Skirennläufer) (1955–1980), britischer Skirennläufer
- Peter Fuchs (Fußballspieler, 1955) (* 1955), deutscher Fußballspieler (Hannover)
- Peter Paul Fuchs (1916–2007), österreichisch-US-amerikanischer Dirigent
- Petra Fuchs (* 1958), deutsche Erziehungswissenschaftlerin und Historikerin
- Philipp Fuchs (1859–1931), deutscher Verwaltungsbeamter und Richter
- Piet Fuchs (* 1964), deutscher Schauspieler, DJ, Autor, Filmemacher und Moderator

### R
- Raimund Josef Fuchs (1929–2001), deutscher Lehrer und Heimatforscher
- Ralf-Peter Fuchs (* 1956), deutscher Historiker und Saxophonist
- Raphael Fuchs (* 1980), Schweizer Bobsportler
- Reichard Fuchs (1728–1786), oberfränkischer Bürgermeister, Gastwirt, Kirchen- und Spitalpfleger
- Reinhard Fuchs (Geologe), österreichischer Geologe
- Reinhard Fuchs (Psychologe) (* 1955), deutscher Sportpsychologe und Hochschullehrer
- Reinhard Fuchs (Komponist) (* 1974), österreichischer Komponist
- Reinhart Fuchs (1934–2017), deutscher Schachspieler
- Reinhold Fuchs, Pseudonym von Josef Winter (Mediziner) (1857–1916), österreichischer Mediziner und Schriftsteller
- Reinhold Fuchs (1858–1938), deutscher Lehrer und Dichter
- Renate Lenz-Fuchs (1910–2001), deutsche Juristin und Politikerin
- Richard Fuchs (Politiker, 1873) (1873–1938), deutscher Politiker (SPD), MdR
- Richard Fuchs (Mathematiker) (1873–1944), deutscher Mathematiker
- Richard Fuchs (Politiker, II), deutscher Politiker (DNVP), MdL Preußen
- Richard Fuchs (Komponist) (1887–1947), deutscher Komponist und Architekt
- Richard Fuchs (Autor) (1937–2019), deutscher Sachbuchautor und Verleger
- Richard Fuchs (Karnevalist) (1949/1950–2007), deutscher Karnevalist
- Richard Fuchs (Künstler) (* 1972), deutscher Künstler
- Richard Fuchs (Geoinformatiker) (* 1982), deutscher Geoinformatiker und Klimaforscher
- Richard Friedrich Fuchs (1870–1940), deutscher Physiologe
- Robert Fuchs (Komponist) (1847–1927), österreichischer Komponist und Musikpädagoge
- Robert Fuchs (Fußballtrainer) (1891–1958), deutscher Fußballspieler und -trainer
- Robert Fuchs (Offizier) (1895–1977), deutscher Generalmajor der Luftwaffe
- Robert Fuchs (Maler) (1896–1981), österreichischer Maler
- Robert Fuchs (Eishockeyspieler) (1902–??), Schweizer Eishockeyspieler
- Robert Fuchs (Handballspieler), deutscher Handballspieler
- Robert Fuchs (Ägyptologe) (* 1949), deutscher Chemiker und Ägyptologe
- Robert Fuchs-Liska (1870–1935), deutscher Schauspieler und Schriftsteller
- Rolf Fuchs (* 1977), Schweizer Koch
- Rosemarie Fuchs (1941–2002), deutsche Ingenieurin und Politikerin (FDP)
- Rudi Fuchs (* 1942), niederländischer Kunsthistoriker
- Rudolf Fuchs (Schauspieler) (1861–1945), deutscher Schauspieler
- Rudolf Fuchs (Maler, 1868) (1868–1918), österreichischer Maler
- Rudolf Fuchs (Dichter) (1890–1942), deutsch-tschechischer Dichter und Übersetzer
- Rudolf Fuchs (Maler, 1892) (1892–1985), deutscher Maler, Grafiker und Restaurator
- Rudolf Fuchs (Unternehmer, 1902) (1902–1986), deutscher Unternehmer und Mäzen
- Rudolf Fuchs (Unternehmer, 1909) (1909–1959), deutscher Unternehmer
- Rupert Fuchs (Fotograf) (1892–1962), deutscher Fotograf
- Rupert Fuchs (Politiker) (* 1964), österreichischer Politiker (GRÜNE)
- Rutger Fuchs (1682–1753), schwedischer Generalmajor
- Ruth Fuchs (1946–2023), deutsche Leichtathletin und Politikerin

### S
- Salome Fuchs (* 1993), Schweizer Skispringerin
- Samir Fuchs (* 1977), deutscher Schauspieler und Synchronsprecher
- Sara Fuchs (* 1993), deutsche Filmschauspielerin
- Sebastian Fuchs (* 1986), deutscher Volleyball- und Beachvolleyballspieler
- Sergej Fuchs (* 1987), deutscher Radrennfahrer
- Siegfried Fuchs (1903–1978), deutscher Archäologe
- Sigmund Heinrich Fuchs (1898–1976), deutsch-britischer Psychiater und Psychoanalytiker, siehe S. H. Foulkes
- Simon Fuchs (* 1961), Schweizer Oboist und Hornist
- Sina Fuchs (* 1992), deutsche Volleyballspielerin
- Stanislaus Fuchs (1864–1942), deutscher Schauspieler und Intendant
- Stefan Fuchs (* 1963), deutscher Cellist
- Stefanie Fuchs (* 1975), deutsche Politikerin (Die Linke)
- Stephen Fuchs (1908–2000), österreichischer Anthropologe, Soziologe, Folklorist und Missionar
- Susanne Fuchs-Seliger, deutsche Wirtschaftswissenschaftlerin und Hochschullehrerin

### T
- Taylor Fuchs (* 1987), kanadisches Model
- Teodoro Fuchs (auch Theodor Fuchs; 1908–1969), argentinischer Dirigent und Musikpädagoge
- Theo Fuchs (1931–2017), Schweizer Architekt
- Theobald von Fuchs (1852–1943), deutscher Verwaltungsjurist und Politiker (Zentrum)
- Theobald Fuchs (Autor) (* 1969), deutscher Schriftsteller
- Theodor Fuchs (Geologe) (1842–1925), österreichischer Geologe, Paläontologe und Kustos
- Theodor Fuchs (Politiker) (1861–1933), deutscher Verwaltungsjurist und Politiker, Oberbürgermeister von Jena
- Theodor Fuchs (Admiral) (1868–1942), deutscher Konteradmiral
- Theodor Fuchs (Komponist) (1873–1953), rumänischer Komponist, Pianist und Musikkritiker
- Theodor Fuchs (Militärhistoriker) (* 1919), deutscher Offizier und Militärhistoriker
- Therese Fuchs (1849–1910), deutsche Malerin
- Thilo M. Fuchs (* 1964), deutscher Molekularbiologe und Hochschullehrer
- Thomas Fuchs (Mediziner, 1947) (* 1947), deutscher Dermatologe, Allergologe und Verbandsfunktionär
- Thomas Fuchs (Reiter) (* 1957), Schweizer Springreiter
- Thomas Fuchs (Mediziner) (* 1958), deutscher Psychiater, Philosoph und Hochschullehrer
- Thomas Fuchs (Historiker) (* 1959), Schweizer Historiker
- Thomas Fuchs (Journalist) (* 1962), deutscher Journalist und Autor
- Thomas Fuchs (Autor) (* 1964), deutscher Autor und Hörfunkjournalist
- Thomas Fuchs (Bibliothekar) (* 1964), deutscher Bibliothekar und Historiker
- Thomas Fuchs (Manager) (* 1965), deutscher Jurist und Medienmanager
- Thomas Fuchs (Politiker) (* 1966), Schweizer Politiker (SVP)
- Thorsten Fuchs (* 1979), deutscher Erziehungswissenschaftler und Hochschullehrer
- Tillmann Fuchs (* 1965), österreichischer Medienmanager und Politiker (TS)
- Tim Fuchs (* 1997), deutscher Skispringer
- Traugott Fuchs (1906–1997), deutscher Philologe, Maler und Hochschullehrer

### U
- Uli Fuchs (* 1943), deutscher Fotograf
- Ulrich Fuchs (Mediziner) (* 1929), deutscher Pathologe
- Ulrich Fuchs (Maler) (* 1944), deutscher Maler
- Ulrich Fuchs (Kulturmanager) (* 1951), deutscher Kulturmanager
- Ulrich Fuchs (Journalist) (* 1956), deutscher Sportjournalist
- Urban Fuchs (* 1957), Schweizer Radrennfahrer
- Urs Fuchs (* 1955), deutscher Musiker
- Ursel Fuchs (geb. Ursel Mehmel; 1937–2022), deutsche Journalistin und Sachbuchautorin
- Ursula Fuchs (1933–2020), deutsche Kinderbuchautorin
- Uwe Fuchs (Fußballspieler, 1956) (* 1956), deutscher Fußballspieler
- Uwe Fuchs (* 1966), deutscher Fußballspieler und -trainer

### V
- Vaile Fuchs (* 1980), deutsche Schauspielerin und Sängerin
- Valentin Fuchs (1839–1899), deutscher Politiker, Bürgermeister von Bad Kissingen
- Valtin Fuchs (auch Valentin Fuchs; † 1558), deutscher Beamter und Gutsbesitzer
- Valtin Fuchs junior (auch Valentin Fuchs; † nach 1564), deutscher Beamter und Gutsbesitzer
- Vanessa Fuchs (* 1996), deutsches Model
- Verena Sieber-Fuchs (* 1943), Schweizer Textilkünstlerin, Designerin und Grafikerin
- Victor R. Fuchs (1924–2023), US-amerikanischer Gesundheitsökonom
- Viktor von Fuchs (1840–1921), österreichischer Jurist und Politiker (CSP)
- Viktor Fuchs (Sänger) (1888–1966), österreichischer Sänger (Bariton) und Autor
- Viktoria Fuchs (* 1990), deutsche Köchin und Gastronomin
- Vincenz Fuchs (1938–2001), deutscher Fußballspieler
- Vinzenz Fuchs (1888–1968), deutscher Theologe und Hochschullehrer
- Vinzenz Kreienbühl-Fuchs (1878–1936), Schweizer Journalist und Verleger
- Virginia Fuchs (* 1988), US-amerikanische Boxerin
- Vivian Fuchs (1908–1999), britischer Geologe und Polarforscher
- Vreni Bürki-Fuchs, Schweizer Basketballspielerin

### W
- W. Kent Fuchs (Wesley Kent Fuchs; * 1954), US-amerikanischer Ingenieurwissenschaftler und Hochschullehrer
- Walter Fuchs (Unternehmer) (1878–1969), deutscher Unternehmer
- Walter Fuchs (Chemiker) (1891–1957), österreichisch-deutscher Chemiker
- Walter Fuchs (Sinologe) (1902–1979), deutscher Sinologe
- Walter Fuchs (Kameramann), deutscher Kameramann
- Walter Fuchs (Politiker) (1915–1979), deutscher Politiker, Bürgermeister von Balingen
- Walter Fuchs (Heimatforscher) (1932–2020), deutscher Heimatforscher
- Walter Fuchs (Moderator) (* 1935), deutscher Hörfunkmoderator und Autor
- Walter Fuchs (Tischtennisspieler) (* um 1940), deutscher Tischtennisspieler
- Walter Fuchs (Fußballspieler) (* 1941), österreichischer Fußballspieler
- Walter Fuchs (Schachspieler) (* 1949), deutscher Schachspieler
- Walter Fuchs (Ministerialbeamter) (* 1950), österreichischer Ministerialbeamter
- Walter Fuchs (Eiskunstläufer), österreichischer Eiskunstläufer
- Walter Fuchs (Basketballspieler) (* 1958), österreichischer Basketballspieler
- Walter Fuchs (Mediziner, 1959) (* 1959), österreichischer Arzt
- Walter Andreas Fuchs (1929–1995), Schweizer Radiologe und Hochschullehrer
- Walter Heinrich Fuchs (1904–1981), deutscher Phytomediziner
- Walter Robert Fuchs (1937–1976), deutscher Fernsehjournalist und Autor
- Walther Fuchs (Jurist) (1891–1982), deutscher Verwaltungsbeamter und Richter
- Walther Peter Fuchs (1905–1997), deutscher Historiker
- Wenzel Fuchs (* 1963), österreichischer Klarinettist
- Werner Fuchs (Admiral) (1891–1976), deutscher Admiral
- Werner Fuchs (Schauspieler, 1907) (1907–1945), deutscher Theaterschauspieler
- Werner Fuchs (Boxer), deutscher Boxer
- Werner Fuchs (Maler) (1927–2005), deutscher Maler
- Werner Fuchs (Archäologe) (1927–2016), deutscher Archäologe
- Werner Fuchs (Schauspieler, 1929) (1929–2017), deutscher Theaterschauspieler
- Werner Fuchs (Geologe) (1937–1985), österreichischer Geologe
- Werner Fuchs (Fußballspieler) (1948–1999), deutscher Fußballspieler und -trainer
- Werner Fuchs (Theologe) (* 1949), evangelischer Pastor
- Werner Fuchs (Verleger) (* 1949), deutscher Verleger
- Werner Fuchs (Filmverleiher) (* 1958), deutscher Filmverleiher, Mitbegründer von Zorro Film
- Werner Fuchs-Heinritz (1941–2018), deutscher Soziologe
- Wilhelm Fuchs (Montanwissenschaftler) (1802–1853), österreichischer Montanwissenschaftler
- Wilhelm Fuchs (Bildhauer) (1843–1873), deutscher Bildhauer
- Wilhelm Fuchs, Geburtsname von William Fox (Produzent) (1879–1952), amerikanischer Filmproduzent
- Wilhelm Fuchs (Bibliothekar) (1886–1973), deutscher Bibliothekar und Jurist
- Wilhelm Fuchs (SS-Mitglied) (1898–1947), deutscher SS-Oberführer und Polizeioffizier
- Wilhelm Fuchs (Manager, 1911) (1911–1986), deutscher Wirtschaftsmanager
- Wilhelm Fuchs (Manager, 1913) (1913–nach 1971), deutscher Wirtschaftsmanager
- Wilhelm Fuchs (Politiker) (1923–2020), österreichischer Politiker (ÖVP), Steiermärkischer Landtagsabgeordneter
- Wilhelm Cornelius Fuchs (1826–nach 1879), deutscher Kaufmann und Politiker, MdL Nassau
- Willy von Fuchs (1868–1955), deutscher Generalmajor
- Willy P. Fuchs-Röll (1878–1930), deutscher Architekt, Baurat und Autor
- Wiltrud Fuchs (* 1945), deutsche Kirchenmusikerin
- Wolfgang Fuchs (Mathematiker) (1915–1997), deutsch-US-amerikanischer Mathematiker
- Wolfgang Fuchs (Fluchthelfer) (1939–2001), deutscher Fluchthelfer
- Wolfgang Fuchs (Journalist, 1943) (1943–2020), rumäniendeutscher Journalist und Schriftsteller
- Wolfgang Fuchs (Keyboarder) (genannt Paule; * 1948), deutscher Keyboarder, Schlagzeuger und Komponist
- Wolfgang Fuchs (Saxophonist) (1949–2016), deutscher Jazz- und Improvisationsmusiker
- Wolfgang Fuchs (Journalist, 1954) (* 1954), österreichischer Journalist
- Wolfgang Fuchs (Komponist) (* 1955), deutscher Komponist und Chorleiter
- Wolfgang J. Fuchs (1945–2020), deutscher Journalist, Autor und Übersetzer

### Z
- Žaneta Fuchsová (* 1972), tschechische Schauspielerin

## Fiktive Personen
- Peter Fuchs, fiktiver Charakter der Serie Polizeiruf 110
- Fritz Fuchs, fiktiver Charakter der Serie Löwenzahn

## Sonstiges
- Neithart Fuchs, mittelalterliches Schwankbuch